# Ziemia Enderby

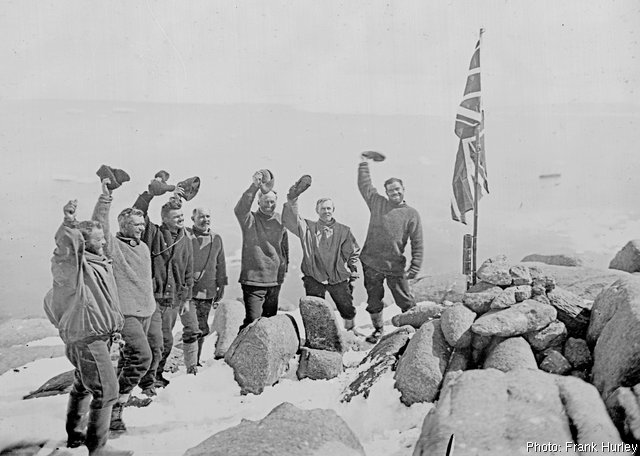
Douglas Mawson (1882–1958) na Proclamation Island (1930)

Ziemia Enderby, sektor Australijskiego Terytorium Antarktycznego

Ziemia Enderby (ang. Enderby Land) – region nad Morzem Kosmonautów w Antarktydzie Wschodniej położony między Ziemią Królowej Maud na zachodzie a Ziemią Kempa na wschodzie.
W jej zachodniej części znajduje się rosyjska stacja polarna Mołodiożnaja.
Roszczenia terytorialne do Ziemi Enderby wysuwa Australia.

## Nazwa
Ziemia Enderby została nazwana na cześć właścicieli przedsiębiorstwa wielorybniczego Enderby Brothers z Londynu, którzy zachęcali kapitanów swoich statków do eksploracji Antarktydy  .

## Geografia
Ziemia Enderby leży nad Morzem Kosmonautów w Antarktydzie Wschodniej  między Wybrzeżem Księcia Olafa na Ziemi Królowej Maud na zachodzie a Zatoką Edwarda VIII i Wybrzeżem Kempa na wschodzie  (Ziemią Kempa). Jest to druga najbardziej na północ wysunięta część Antarktydy po Półwyspie Antarktycznym.
Jej część środkową tworzy pokryty lodem płaskowyż, a wzdłuż wybrzeża ciągną się pasma górskie, m.in. Góry Napiera . 
W jej zachodniej części znajduje się rosyjska stacja polarna Mołodiożnaja.

## Historia
Wybrzeże Ziemi Enderby zostało odkryte w 1831 roku przez Johna Biscoe (1794–1843) – kapitana statku londyńskiej firmy wielorybniczej Enderby Brothers, który nazwał je na cześć swoich pracodawców .
Następnie przez ponad 100 lat region pozostawał poza zainteresowaniami Europejczyków. W latach 1929–1930 stał się obiektem rywalizacji między wyprawą norweską pod dowództwem Hjalmara Riiser-Larsena (1890–1965) a ekspedycją australijską Douglasa Mawsona (1882–1958) w celu wysunięcia roszczeń terytorialnych i dostępu do wód przybrzeżnych celem wielorybnictwa. Riiser-Larsen zauważył z powietrza Ziemię Enderby na początku grudnia 1929 roku i dwa tygodnie później wylądował na Cape Ann, gdzie zatknął flagę norweską. Rząd Norwegii nie wysunął jednak roszczeń terytorialnych z uwagi na podpisane wcześniej porozumienie z Wielką Brytanią, w którym uznał brytyjskie roszczenia do Ziemi Enderby. W styczniu 1930 roku Mawson zatknął flagę brytyjską na Proclamation Island, gdzie ogłosił przynależność wszystkich terenów na południe od 65°S między 47°E a 73°W do Wielkiej Brytanii. Podczas spotkania między Riiser-Larsenem i Mawsonen ustalono, że granica między obszarami działalności norweskiej i brytyjskiej będzie przebiegać wzdłuż 45°E.
W lutym 1947 roku Ziemia Enderby została sfotografowana z powietrza podczas amerykańskiej Operacji Highjump przeprowadzanej w latach 1946–1947. Pierwsze lądowe badania regionu przeprowadziła w latach 1959–1960 ekspedycja australijska. Region został włączony do badań Australijskiego Terytorium Antarktycznego w latach 1961–1962.
W 1963 roku Związek Socjalistycznych Republik Radzieckich wybudował tu stację badawczą Mołodiożnaja. Kolejne badania regionu były prowadzone przez naukowców radzieckich i australijskich. W latach 70. XX w. Australia przeprowadziła szereg badań topograficznych, geologicznych, geofizycznych i biologicznych.    

## Polityka
Roszczenia terytorialne do Ziemi Enderby wysuwa Australia . Wraz z podpisaniem Układu Antarktycznego, roszczenia te zostały „zamrożone”.